# La Feuillade
La Feuillade (La Fuelhada em occitano) é uma comuna francesa na região administrativa da Nova Aquitânia, no departamento Dordonha. Estende-se por uma área de 3,97 km². Em 2010 a comuna tinha 779 habitantes (densidade: 196,2 hab./km²).